# Нойз-грайнд
Нойз-грайнд —  (англ. Noisegrind) микрожанр 	
экстремального метала, возникший под влиянием раннего грайндкора и нойзкора в начале 2000-х годов. Первопроходцами нойз-грайнда являются такие группы как, Fear of God, Anal Cunt, Anal Massaker и Intestinal Disgorge. Так как целью нойз-грайнда является желание музыкантов чрезмерными усилиями экстремализировать музыку, то зачастую музыкальное звучание стоит на грани с шумом.
В России ярчайшем представителем жанра являются группы, Взрыв Кабачка В Коляске С Поносом и Анал Канта.

## Представители
Fear of God — швейцарский нойзграйнд-квартет, сформировавшийся в начале 1987 года. 
Anal Cunt — грайндкор-группа, образовавшаяся в 1988 году в Ньютоне неподалёку от Бостона, штат Массачусетс.
Anal Massaker - нойзграйнд-группа из Германии, образовавшаяся в 1989 году.
«Gore Beyond Necropsy» («GBN») — японская группа, играющая в гибридном стиле — хаотический грайндкор / нойзграйнд